# تأثير القرب

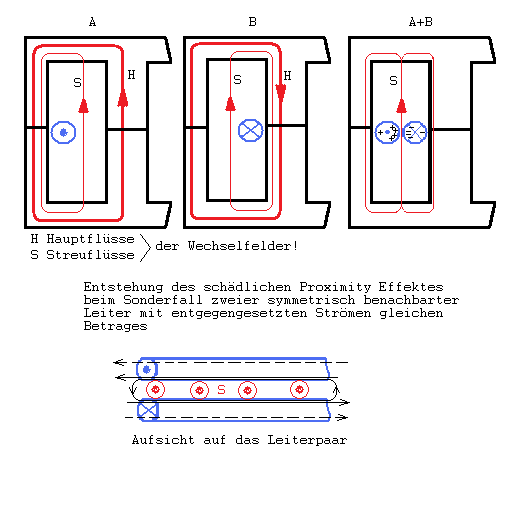
نشأة مجالات دوامية في موصلين متماثلين قريبين A و B يمر فيهما التيار في اتجاه متعاكس H فينشأ تيار دوامي S غير مرغوب فيه.
الشكل أسفل يبين حالة سلكين متجاورين.

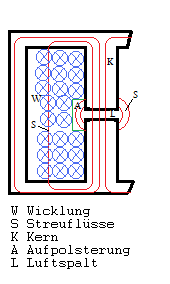
نشأة مجالات دوامية في محول كهربائي: لفات السلك (أزرق)

تَأثِيرُ الْقُرْبِ في الكهرباء (بالإنجليزية: Proximity effect)‏ هو تأثير تجمع أسلاك يمر فيها تيار حيث يحدث بين سلكين قريبين من بعضهما البعض تآثر مغناطيسي بسبب ما يمر فيهما من تيار متردد . التيار المار في كلا السلكين يؤثر على الآخر بتوليد تيارات مضادة .

## وصفــــه
يوضح الشكل المجاور نشاة التأثير في ملفات أحد اَلْمُحَوِلَاتِ الْكَهْرَبَائِيَةِ. كما يبين الشكل انزياح التيار في الأسلاك - وهي تحدث أيضا في حالة سلكين . تتركز التيارات في الأجزاء الداخلية من الموصل ولا تكون موزعة توزيعا متساويا عبر مقطع الموصل .
ينشأ تأثير القرب في المحولات الكهربائية المكونة من ملفات متعددة قريبة من بعضها في التردات العالية . تحدث انزياحات للتيار عن طريق ما يسمى تيارات متشتته ناشئة عن المجالات المترددة في الدارات المغناطيسية .

## مثال
عندما يمر تيار متردد في سلكين متوزايين وقريبين من بعضهما البعض - كما هو الحال في ملف محول كهربائي - يتسبب المجال المغناطيسي الصادر من أحد السلكين في حث تيارات دوامية طولية في السلك الآخر القريب .وتجبر تلك التيارات الدوامية التيار في السلك الآخر بحيث يتركز التيار في شريحة رقيقة في مقطع السلك بعيدة عن السلك الأول . ونظرا لانحصار التيار في مساحة أقل عبر مقطع السلك فترتفع مقاومته.
كذلك في حالة موصلين يحملان تيارات مترددة ويكون اتجاه التياران فيهما منعكسان . مثل تلك الحالة نجدها في كابلات القوى وفي أزواج قضبان التوصيل ، فيكون التيار فيها منحصرا في شريحة عل الواجهة المقابلة للموصل الآخر.

## الكبلات
يحدث تأثير القرب في الكبلات الكهربائية أيضا .فعلى سبيل المثال: في حالة زوج أسلاك تشغل مكبر صوت يمر فيهما التيار في اتجاه معاكس . بالتالي فسوف يتركز مرور التيار في السلكين على الواجهتين المتواجهتين للسلكين . فتتغير مقاومة السلكين قليلا تبعا لتردد الإشارات . ولكن هذا لا يؤثر على مطال التيار ويبقى متناسبا تناسبا طرديا مع الجهد . ويمكن خفض الشوشرة باختيار حجما مناسبا للأجهزة واختيار أطوالا مناسبة للاسلاك.

## اقرأ أيضا
- تأثير جلدي (فيزياء)
- مقاومة
- معاوقة الدخول
- دائرة مقاومة ومكثف
- دائرة مقاومة وملف
- دائرة رنان توافقي
- دائرة رنين
- مرشح
- رنان ملف ومكثف
- حساب التيار المتردد